# Rijm (stijlfiguur)
Men spreekt van rijm als twee woorden in de beklemtoonde lettergrepen een klankgelijkheid hebben. Rijm speelt een belangrijke rol in gedichten en wordt daarom als een stijlfiguur gezien.

## In de woorden
Men onderscheidt het rijm naar de plaats van het rijm in de woorden in:
- letterrijm of alliteratie, beginrijm, stafrijm of Germaans rijm, is gelijkheid van de beginmedeklinkers van twee of meer beklemtoonde lettergrepen of woorden
- halfrijm is gelijkheid van klank, ofwel als klinkerrijm (assonantie), ofwel als medeklinkerrijm (acconsonantie)
- volrijm is gelijkheid van klank aan het einde van beklemtoonde lettergrepen
- rijk rijm of rime riche of gelijkrijm, is beginrijm en volrijm in dezelfde lettergreep
- samenstellingsrijm is rijm binnen een samengesteld woord

Beginrijm, halfrijm, volrijm of rijk rijm kan zijn:
- mannelijk rijm
- vrouwelijk rijm
- glijdend rijm

Zie ook: oogrijm, kreupelrijm, gedachtenrijm.

## In de versregels
Verder onderscheidt men rijm naar de plaats van de rijmende woorden in de versregel in:
- voorrijm is rijm aan het begin van de versregels
- binnenrijm is rijm binnen een versregel
- middenrijm is rijm in het midden van twee of meer versregels
- eindrijm is rijm op het einde van twee of meer versregels. Eindrijm kan worden weergegeven in rijmschema's
- kettingrijm of overlooprijm, is rijm waarbij het laatste woord van een versregel door beginrijm, halfrijm, volrijm of rijk rijm met het eerste woord van de volgende regel rijmt.
- pauzerijm is rijm waarbij het eerste woord van een vers of groep verzen, rijmt met het laatste woord hiervan

## Niet rijmend
Van een aantal woorden wordt gezegd dat deze op geen enkel ander Nederlands woord rijmen:
- abri, andijvie, beitel, dertig, euro, fuchsia, herfst, nieuws, ordner, pauze, polka, puzzel, rasp[1], slordig, stolp, turbo, twaalf[b], twintig, veertig, verkleumd, vijftig, wereld, wulps, zilver.

### Pogingen tot rijmen op "herfst"
Drs. P gebruikte het woord herfst als rijmwoord:
De buren waren grimmig, zijn ouders diep gegriefd.

En onder zijn collega's was hij ook al niet geliefd.

De oude juffrouw Zomer, baas Voorjaar, meester Herfst.

Ze riepen driewerf schande, juffrouw Zomer het driewerfst.
Van Marcel Verreck is deze:
In de herfst

Zijn de bejaarden op hun sterfst
De volgende is van Evert van IJdic, pseudoniem van Vic van de Reijt:
De kop van Noord-Holland

Een storm in de herfst

Dit was Wieringerwerf

Op zijn Wieringerwerfst